# Althegnenberg
Althegnenberg este o comună din landul Bavaria, Germania.

## Economie și repere turistice